# Mimonecteola carlbergi
Mimonecteola carlbergi is een vlokreeftensoort uit de familie van de Mimonecteolidae. De wetenschappelijke naam van de soort is voor het eerst geldig gepubliceerd in 2009 door Zeidler.